# Anatoly Starkov
Anatoliy Yefremovych Starkov (nascido em 15 de outubro de 1946) é um ex-ciclista soviético de origem ucraniana. Representou a União Soviética em duas edições dos Jogos Olímpicos (Cidade do México 1968 e Munique 1972).